# Ferecides de Siros
Ferecides de Siros (grec antic: Φερεκύδης, Pherekýdēs), fill de Babis, va ser un filòsof grec, escriptor i endeví, nadiu de l'illa de Siros, a despit que alguns pensin que és un error per "Síria" o "Assíria". La Suïda el situa en temps del rei Aliates II de Lídia, i Diògenes Laerci vers l'any 544 aC, però aquesta segona data és més probable.
Segons algunes referències hauria estat mestre de Pitàgores. El seu coneixement filosòfic derivaria d'antics llibres fenicis, cosa que potser es pot deduir pels motius aparentment orientals dels seus pensaments. També se'l relacionava amb el zoroastrisme. Hauria estat rival de Tales de Milet, tot i que era d'una generació posterior, i contemporani d'Anaximandre. Hauria estudiat amb egipcis (hauria viatjat a Egipte) i caldeus.
Se'l considerava astrònom. Segons Diògenes Laerci, a Siros, l'illa on va néixer, es conservava un "marcador de solstici", un aparell que assenyalava el punt en el qual el sol "gira" sobre l'el·líptica, en la meitat de l'estiu o de l'hivern. Aquest aparell hauria estat fabricat o era propietat de Ferecides.
La seva aportació principal fou la doctrina de la metempsicosi o immortalitat de l'ànima, que va deixar escrita en un llibre que encara es conservava en el període alexandrí. La seva obra es titulava probablement Ἑπτάμυχος o Θεοκρασία o Θεογονία o Θεολογία, que la Suïda diu que es dividia en dos llibres. Diògenes Laerci diu que va ser el primer en escriure sobre la natura dels déus, i el primer que va escriure una composició en prosa. Dels fragments que es conserven d'ell, es dedueix que Ferecides va ser una figura notable en el camp de la història de l'especulació cosmogònica grega. Deia que existien des de sempre tres divinitats, Zas, Cronos i Ofioneu, i s'apartava del sistema cosmogònic grec tradicional.
Les fonts li atribueixen tres importants profecies, que Andró d'Efes atribueix a Pitàgores: Segons Apol·loni, quan s'estava a l'illa de Siros va demanar una mica d'aigua a algun dels seus familiars. Quan la va beure, va predir que es produiria un terratrèmol a l'illa al cap de quatre dies, cosa que va passar. Ferecides va augmentar així la fama que ja tenia com a filòsof. Altres fonts diuen que el fet d'haver begut aigua de la font de Siros el va fer tornar profeta.
Una altra profecia la va pronunciar quan després d'abandonar l'illa per anar cap al santuari de Samos dedicat a Hera, va veure una nau que es dirigia cap al port, i dirigint-se als presents, els va dir que la nau s'enfonsaria abans d'entrar al port. Quan estava tractant de convèncer els seus oients, una fortíssima tempesta es va abatre sobre el mar i va fer desaparèixer aquella nau.
Segons Teopomp, quan Ferecides sortia d'Olímpia cap a Messènia, va aconsellar al seu hoste Perilau que marxés de la ciutat amb totes les seves pertinences. Aquest no ho va fer i Olímpia va ser presa pels enemics. Aquest mateix autor diu que Ferecides va aconsellar als espartans que no estimessin ni l'or ni la plata, i que això li va ordenar Hèracles en un somni. A la vegada, el déu hauria ordenat als reis d'Esparta que obeïssin en tot Ferecides, prova de la seva autoritat.
Segons una tradició va morir a causa de l'erupció d'uns grans estranys, però una altra diu que es va suïcidar i encara hi ha altres tradicions. El seu cadàver va donar la victòria als efesis en el seu combat amb els habitants de Magnèsia.